# Імператор Фушімі
Імператор Фуші́мі (яп. 伏見天皇, ふしみてんのう; 10 травня 1265 — 8 жовтня 1317) — 92-й Імператор Японії, синтоїстське божество. Роки правління: 27 листопада 1287 — 30 серпня 1298.
Другий син імператора Ґо-Фукакуси і дружини Суеко, доньки Тоін Санео і онуки Сайондзі Кінцуне.. Замолоду звався принц Хірохіто. 1259 року його батька зрікся трону на користь зведеного брата Камеями. 1275 року призначено спадкоємцем трону. Але 1286 року імператор Ґо-Уда призначив свого сина принца Каніхару спадкоємцем трону, але 1287 року сіккен Ходзьо Садатокі змусив імператора зректися трону на користь принца Хірохіто, який й став імператором.
Його батько Ґо-Фукакуса став верховним імператором, перебравши управління імператорськими справами. Але вже 1290 року той зрікся усіх своїх політичних повноважень. 1290 року Асавара Тамейорі та члени його родини напали на імператорський палац, плануючи повалити Фушімі. 
1298 року зрікся трону на користь свого сина — принца Танехіто — що знаний як імператор Ґо-Фусімі, а сам став верховним імператором. Намагався послабити вплив бакуфу на політичні справи, але марно. У відповідь Ходзьо Садатокі 1301 року змусив Ґо-Фусімі зректися трону на користь принца Куніхари, що став знаний як імператор Ґо-Нідзьо.
1308 року після перемоги над сьогуном Хісаакі сіккен Ходзьо Моротокі повалив Ґо-Нідзьо, підозрюючи того в змові, поставивши імператором принца Томіхіто (сина Фушімі), що став відомий як імператор Ханадзоно. Тому Фушімі знову став верховним імператором. 1313 року став буддійським ченцем. Перед тим наказав своєму синові Ґо-Фусімі всиновити молодшого брата імператора Ханадзоно, що дозволило Ґо-Фусімі стати верховним імператором. Це викликало значне невдоволення імператора. Як наслідок Ханадзоно не брав участь у поховальних заходах після смерті у 1317 року Фусімі. 
Відзначився як талановитий поет. Він входив до поетичного гуртка свого друга — Кьоґоку Тамекане, що називався Кьоґоку-ха. Сприяв здобуттю переваги останньої над школою Нідзьо Тамейо. Низка його віршів увійшли до збірки «Ґьокуйо вака-сю». Також уславився як каліграф, його називали «майстром каліграфії». Низка дослідників вважає його найвідомішим японським каліграфом.